# Вёска (Рязанцевский сельский округ)
Вёска — деревня в Переславском районе Ярославской области в составе Рязанцевского сельского поселения. Постоянное население на 1 января 2007 года 25 человек.

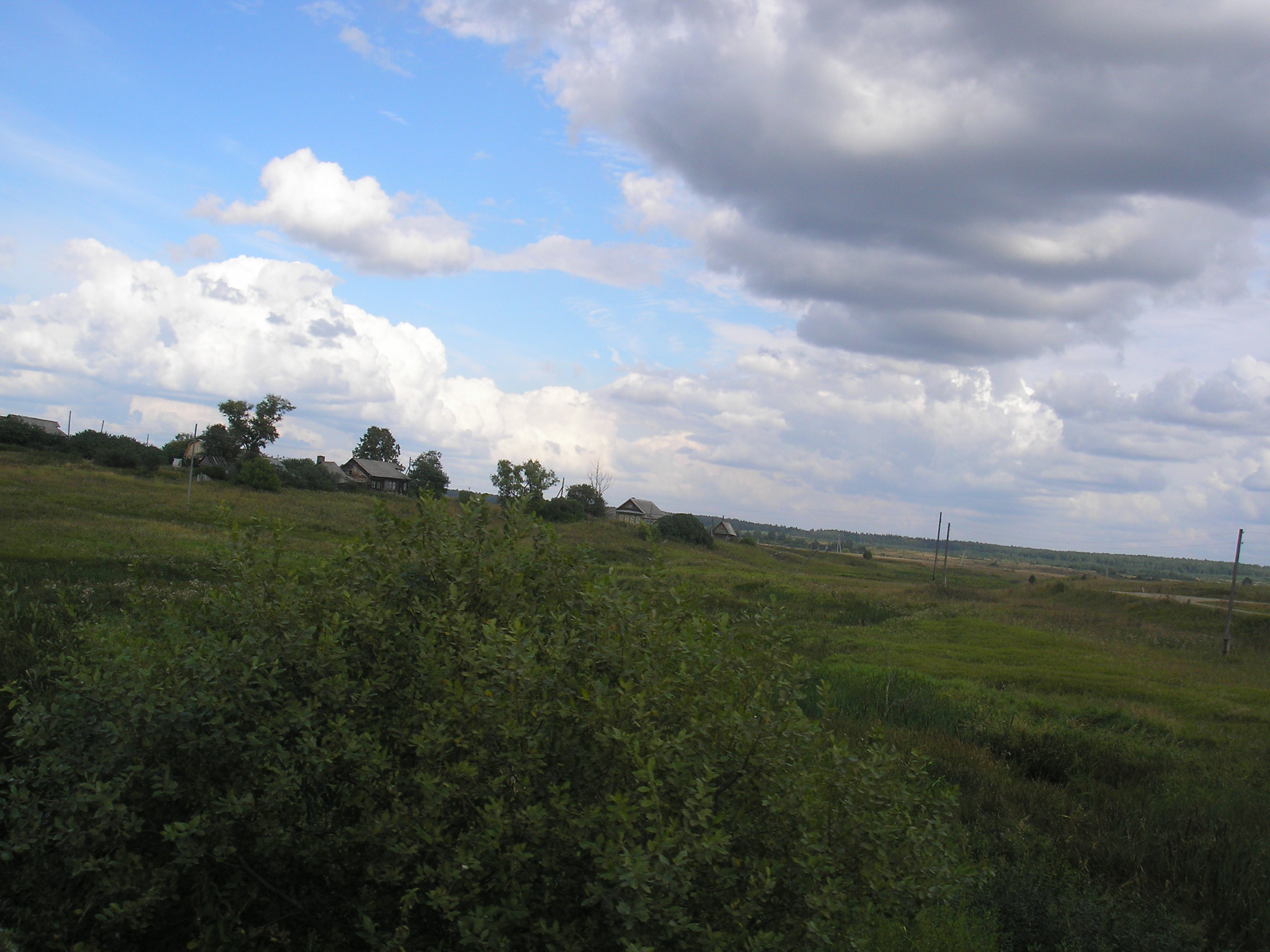

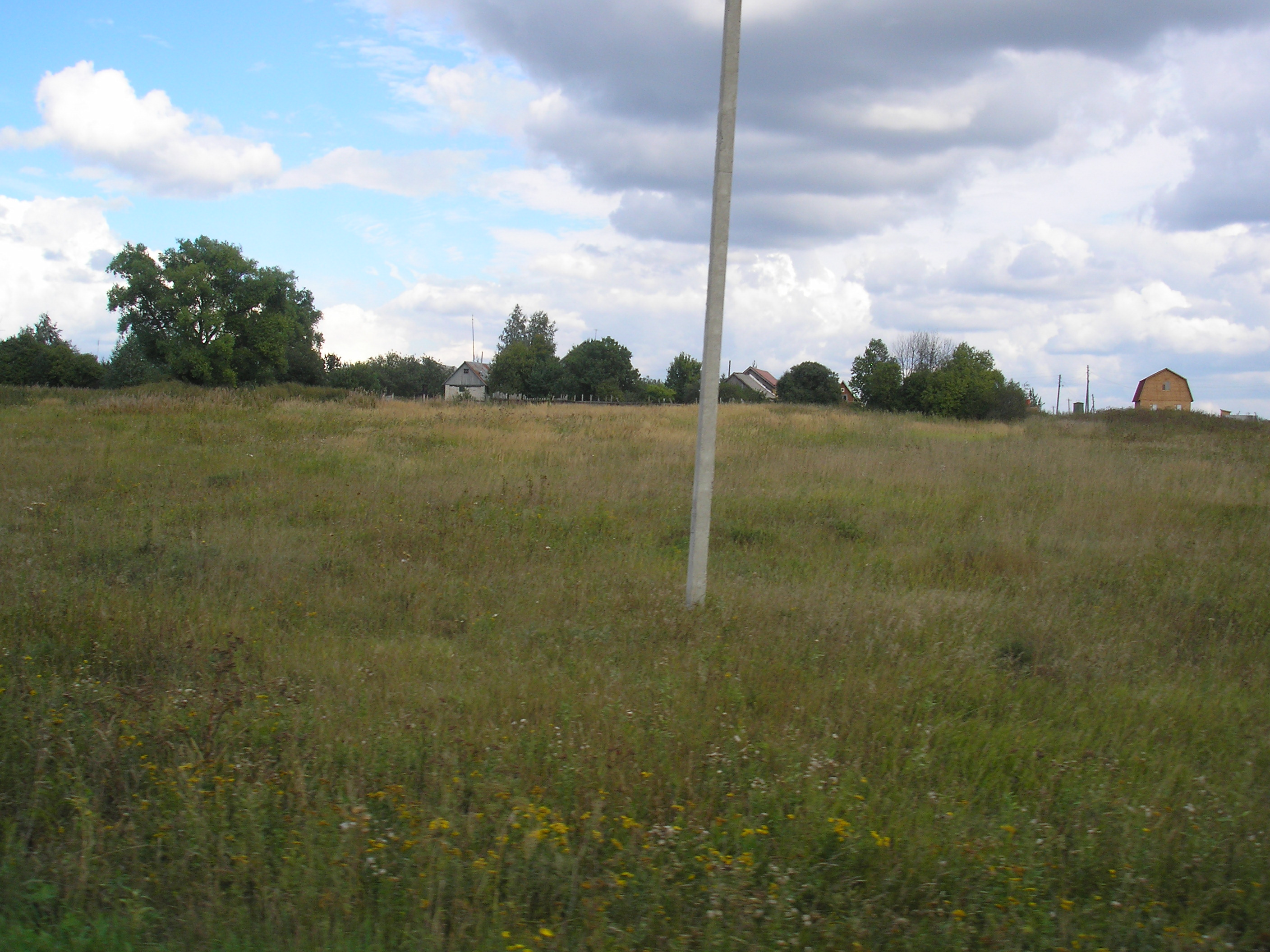

Расположено на востоке района, ближайшие сёла: Богородское в 0,8 км на восток, Внуково в 2 км на север, Боронуково и Сарево в 2,5 км на запад, Клины в 1 км на юго-восток и Елизарово в 1,5 км на юг. Деревня находится в 27 км восточнее от районного центра г. Переславля-Залесского, ближайшая железнодорожная станция — Рязанцево Северной железной дороги на расстоянии 7 км от села. В деревне 1 улица Придорожная.